# アメリカン航空96便貨物ドア破損事故
アメリカン航空96便貨物ドア破損事故（アメリカンこうくう96びんかもつドアはそんじこ、American Airlines Flight 96）は、1972年6月12日にカナダのオンタリオ州ウィンザー上空で発生した航空事故である。
発生地の名を取って"ウィンザー事件（Windsor incident）"と呼ばれることもある。

## 概要
ロサンゼルス発デトロイト・バッファロー経由ラガーディア（ニューヨーク）行きのアメリカン航空96便（マクドネル・ダグラス DC-10-10）が、デトロイトを離陸して間もなく後部の貨物ドアが破損し、機体が損傷・操縦困難な状態に陥った。しかし、機長によって困難な操縦を行ないながら、96便はデトロイトへ引き返すことに成功し、乗員・乗客は全員無事生還した。
原因となった後部の貨物ドアの破損は設計・製造時の欠陥によるものだったが、この時に明らかになった貨物ドアの欠陥にメーカーおよび行政が適切に対処しなかったことが、2年後に発生したトルコ航空DC-10パリ墜落事故に繋がることとなる。

## 事故当日のアメリカン航空96便
- 使用機材：マクドネル・ダグラス・DC-10-10（機体番号：N103AA、1971年製造）
- 予定フライトプラン：ロサンゼルス国際空港（始点）→デトロイト・メトロポリタン・ウェイン・カウンティ空港→バッファロー・ナイアガラ国際空港→ニューヨーク・ラガーディア空港（終点）
- 乗員乗客：67人
  - コックピットクルー：3人（年齢は事故当時）
    - 機長：ブライス・マコーミック（52歳）
    - 副操縦士：R・ページ・ホイットニー（34歳）
    - 航空機関士：クレイトン・バーク（50歳）

  - 客室乗務員：8人
  - 乗客：56人

## 経過

### 順調な離陸
1972年6月12日朝にロサンゼルスを飛立ったアメリカン航空96便は、東部標準時の18時36分にデトロイトへ到着した。乗客や貨物を入れ替えると、19時12分にデトロイト空港を離陸、次の経由地バッファローへ向かった。コックピットには異常を示す警告等は出ていなかった。
この時操縦を担当していたのは副操縦士のホイットニーで、機長のマコーミックは管制との交信を担当していた。離陸後すぐに96便はカナダの領空へ入り、4分半後にはオンタリオ州ウィンザーの上空1万1,750フィート（約3,600メートル）まで順調に上昇していた。

### 異常発生
ところが突然機体後方からゴーンという鈍い音がし、コックピット内のゴミと埃が舞い上がり、何も見えなくなった。方向舵のペダルは左一杯に取られ、マコーミック機長は方向舵ペダルに乗せていた右足を強い力で戻され、膝で胸を打ちつけた。ホイットニー副操縦士は前傾姿勢を取っていたが、座席の背もたれに激しく押し付けられ頭を打った。
エンジンの推力レバーは、3本同時にフライトアイドル（最小定常出力）にまで引き戻されていた。オートパイロットが解除され、エンジンの火災警報や客室高度警報が鳴っていた。マコーミック機長は最初衝突でコックピットの風防ガラスが吹き飛ばされたのではないかと考え、「何があったんだ？」と叫んだ。ホイットニー副操縦士は操縦輪を保持していたが、機体は右へ傾いて降下し始めていた。
マコーミック機長は操縦を替わって操縦輪を取り、機体を立て直す努力を始めた。相変わらず方向舵は左に取られたままで、両翼の第1、第3エンジンは推力を上げることができたものの、尾翼の第2エンジンは操作できなくなっていた。火災は誤報で、油圧も作動していたものの方向舵が利かず、操縦は困難が予想された。機長は緊急事態を宣言した。

### 客室では
客室でも混乱が生じており、一部の乗客はパニックを起こしていた。当時、アメリカン航空ではDC-10の最後部にエコノミークラス用のミニラウンジを設けていたが、その床が陥没した。デトロイトから次の経由地であるバッファローまでの所要時間が短いためにラウンジは使用されておらず、幸いにも陥没した箇所に乗客はいなかった。客室乗務員数人が陥没で出来た穴に落ちたが、助け出された。そのうちの1人は床の穴ごしに、機体側面に穴が空き、夕陽が射しているのを目撃していた。
穴から客室乗務員が救い出されると、全乗務員は緊急態勢を取った。乗客をすべて客室前部へ移動させ、緊急着陸時の姿勢や非常口の説明を行った。

### 操縦困難
一方、操縦室では困難な状態が続いていた。方向舵は動かず、機体は右へ傾いたままで、水平安定板も作動しなかった。ただ昇降舵は反応こそ非常に鈍いものの動きはした。マコーミック機長はかろうじて使える補助翼とエンジン推力の操作で機体を制御していた。DC-3やボーイング707にも乗務してきたマコーミック機長は、油圧のみで操縦する第3世代のジェット旅客機に不安を覚え、油圧が全て失われた事態を想定したシミュレーション訓練を行なっており、その経験が生かされたのである。
マコーミック機長は天候の良くないデトロイトを避け、他の空港への着陸を望んだが、結局クリーブランド管制からのレーダー誘導に従って、デトロイトへ引き返すことにした。方向舵が作動しないため15度しかバンクできず、昇降舵も十分に機能しないのでゆっくりと降下させるしかなかった。マコーミック機長は管制の「アメリカン96、緊急事態の内容は？」という質問に対し、「方向舵が利かない。あれこれめちゃくちゃだ。何かが起こったのだが、何がどうなっているのか分からない」と答えていた。後に主任客室乗務員からコックピットに対して「機体後方に穴が開いている」ことが伝えられた。被害状況はクルーの想像以上に大きなものであった。

### 奇跡の着陸
マコーミック機長は推力を調整しながら機体を降下させ、デトロイト空港へのアプローチに入った。このとき、緊張が高まるコックピットへ客室乗務員の1人が「こちらの皆さんもお困りですかぁ？」と滑稽に訊きながら顔を出したため、コックピットのクルーたちは笑い、「はいはい、問題はありますよ」と返し、乗客に対して普段通りの落ち着いた口調でアナウンスを行えたため、コックピット、客席とも緊張が和らいだという。
ところが着陸のためにギアを降ろし、フラップを出したところ降下率が上がってしまったため、機長は通常より進入速度を上げて降下率を押さえながら突っ込むように滑走路へ進入した。マコーミック機長は機首を上げようとしたが、ホイットニー副操縦士と2人がかりで操縦輪を引かなければならなかった。19時44分車輪が滑走路に接地、機長が逆噴射装置を作動させたが、機体が右へそれて滑走路からはみ出したため、右側の第3エンジンを停止させた。すると機首は左へ向き、無事滑走路上で停止した。
機長は直ちに脱出を指示し、客室の乗員乗客は30秒で脱出した。軽傷者はいたが、重傷者や死者は出なかった。
国家運輸安全委員会 (NTSB) は、事故報告書で困難な操縦を成功させたマコーミック機長らコックピット・クルーと、冷静に緊急事態に対処した客室乗務員たちに対して賛辞を述べている。

## 原因
事故原因は貨物ドアの欠陥にあった。この貨物ドアは電動で、ドアを完全に閉めた後、ドア中央部にある空気抜き用の小窓を閉めないとロックできないようになっていたが、モーターの出力不足のために閉める途中で引っかかる事があった。事故当日も同じ事が起き、デトロイトの地上職員は貨物ドアを強引に手で閉めて、小窓を閉じ、ロックハンドルを回していた。ここでロック用の安全ピンが強度不足で破損し、実際には完全に閉じていないのに外見上はロックされたように見えた。また、この操作で回線がショートし、コックピットの貨物ドア警告ランプも消灯した。
実際は半ドア状態で離陸したため、上空で機内の与圧に耐えられずに貨物ドアが破損し、吸い出された空気の衝撃で機体後方の床が下方に撓み、そこを通っていた操縦用のケーブル類が屈曲・損傷したことが方向舵、昇降舵、第2エンジンがほぼ操作不能になった原因であった。96便はケーブルが完全には損壊していなかった事、機長がエンジン推力操作による機体制御を研究していたという偶然が重なったために生還できたのである。

## 活かされなかった教訓
この事故を受け、NTSBはアメリカの連邦航空局 (FAA) に対し、強制命令によってDC-10の貨物ドアを改修するよう勧告している。しかし、FAAの上層部はこれを無視し、マクドネル・ダグラス社の出した2つのアフターサービスで事足りるとした。当時同社はDC-10で同じワイドボディ・三発機のロッキード L-1011 トライスターとの熾烈な販売競争を展開しており、自らの欠陥を認めるような命令には消極的であった。また、FAA上層部はダグラスからのリチャード・ニクソン大統領の大統領選挙資金提供を意識し、同社に対し強く出る事を避けたのではないかと疑われた。また、マクドネル・ダグラスのエンジニアリング・ディレクターであったダン・アップルゲートも貨物ドアの潜在的な危険に気付き、上司に「アップルゲート・メモ」を提出した。メモでは飛行中に貨物ドアが開く恐れがあることやそれによって急激な減圧が生じる可能性があることが書かれていた。アップルゲートはDC-10を飛行停止にし、必要な改修を行うべきだと提案したが、マクドネル・ダグラスはこれを無視し、代わりに貨物ドアハンドルに小さな改修を施した。
こうして、貨物ドアには小手先の改修がされたが、それも遅々として進まず、実際には改修されていないにもかかわらず改修済みとされた機体まであった。こうした機体の一つに全日本空輸からの受注を見込んだものの、ロッキード事件の影響で同社がトライスターを採用した結果トルコ航空に格安で売却されたものがあり、それが1974年、フランス・パリ郊外で乗員乗客346人全員が犠牲となった墜落事故を引き起こすこととなる。

## この事故を扱った作品
- メーデー!:航空機事故の真実と真相 第5シーズン第3話「キャビンの穴」

## 特記事項
- マコーミック機長らは表彰を受け、特に機長夫妻にはアメリカン航空のファーストクラスに優先搭乗出来るパスが贈られている[42]。
- 事故機のN103AAは1993年までアメリカン航空で運用された。その後はストア状態が続き、買い手が付かないまま2002年に解体廃棄された。